# Марио Алборта
Марио Маурицио Алборта Веласко (Ла Паз, 19. септембар 1910 — 1. јануар 1976) био је нападач фудбалске репрезентације Боливије.

## Каријера
Током каријере учествовао је на првенству Јужне Америке (Копа Америка) Јужноамеричко првенство 1926 и Јужноамеричко првенство 1927, а два пута је наступио за репрезентацију Боливије на Светском фудбалском првенству 1930. Каријеру у клупском фудбалу провео је у клубу Боливар између 1925. и 1939. године.

## Достигнућа
Боливијска аматерска фудбалска лига: 3
1932, 1937, 1939